# Willy Bandholz
Willy Bandholz (Schenefeld (Kreis Steinburg), 1912. július 28. – Rimini, 1999. január 29.) olimpiai bajnok német kézilabdázó.
Részt vett az 1936. évi nyári olimpiai játékokon, amit Berlinben rendeztek. A kézilabdatornán játszott, amit a német válogatott meg is nyert. A csapat veretlenül lett bajnok és mindenkit nagy arányban győztek le.